# Hieracium kieslingii
Hieracium kieslingii es una especie de planta con flor del género Hieracium, de la familia Asteraceae, orden Asterales.

## Distribución
Hieracium kieslingii se distribuye por Argentina.

## Taxonomía
Fue descrita científicamente por A. L. Cabrera.
Tratamiento taxonómico
La especie aparece registrada en una sección de la publicación Fl. Prov. Jujuy.